# Patryk Narymuntowic
Patryk (zm. 1397 lub niewiele później) – książę litewski na Grodnie (najwcześniej od lat 40. XIV w.), drugi w kolejności syn Narymunta, z dynastii Giedyminowiczów. Znany z litewskich dokumentów traktatowych z Królestwem Polskim (1352) i księstwem mazowieckim (1358). Zgodnie z przekazem źródeł krzyżackich wspomagał wraz z synem budowę przez Kazimierza Wielkiego zamku w Rajgrodzie w 1360. Posiadał majętności w okolicach Nowogrodu Wielkiego, poświadczany na tym obszarze w latach 80. XIV w. Utożsamiany z Patrykiem uznawanym za syna Kiejstuta. Z nieznanej z imienia żony miał synów: Iwana, Aleksandra, Fiodora i Jerzego.